# Адольф Ернст
Адольф Ернст (Пшемкув, Сілезія, 6 жовтня 1832 — Каракас, Венесуела, 12 серпня 1899) — вчений, народжений у Пруссії. Ернст оселився у Венесуелі у 1861 році, де він викладав у Центральному університеті Венесуели. Він став найбільшим вченим країни в другій половині 19-го століття і був ключовою фігурою в створенні Музею природознавства та Національної бібліотеки Венесуели, де він також був директором.

## Наукові праці
- Ernst, A. 1875: «Catálogo de la biblioteca de la Universidad de Caracas». Imprenta de La Opinión Nacional. Caracas
- Ernst, A. 1876: «Enumeración sistemática de las especies de moluscos hallados hasta ahora en los alrededores de Caracas y demás partes de la República». Apuntes Estadísticos del Distrito Federal. 77-85
- Ernst, A. 1884–1886: «La Exposición Nacional de Venezuela en 1883». Imprenta de La Opinión Nacional. 2 volúmenes Caracas
- Ernst, A. 1986: «Obras completas». Blas Bruni Celli, (Compilador). Presidencia de la República. 6 volúmenes. Caracas